# دانشگاه علوم پزشکی ارتش جمهوری اسلامی ایران
دانشگاه علوم پزشکی ارتش جمهوری اسلامی ایران دانشگاه نظامی علوم پزشکی زیرمجموعه ارتش جمهوری اسلامی ایران است، که در شهر تهران، در منطقه امیرآباد قرار دارد. این دانشگاه در سال ۱۳۷۲ تأسیس شد. در حال حاضر این دانشگاه با به‌کارگیری امکانات لازم آموزشی و پژوهشی و استفاده از استادان علوم پزشکی با درجه استاد، دانشیار و استادیار در رشتهٔ پزشکی، دندانپزشکی، پرستاری، ساخت پروتزهای دندانی، تکنسین اتاق عمل، هوشبری، پرتونگاری، کاردانی فوریت‌های پزشکی و فناوری اطلاعات سلامت، با شرایط خاص و گذراندن مراحل مختلف اعم از مصاحبه و معاینه، دانشجو می‌پذیرد. هم‌اکنون دوره‌های پذیرش دستیار تخصصی پزشکی در ۷ رشتهٔ: داخلی، جراحی، بیهوشی، طب فیزیکی و توانبخشی، رادیولوژی، طب اورژانس و طب هوافضا دایر می‌باشد.
دانشجویانی که موفق به ورود به این دانشگاه می‌شوند از نخستین روز ورود به دانشگاه به استخدام رسمی ارتش جمهوری اسلامی ایران در می‌آیند و از مزایای آن برخوردار خواهند شد.

## تاریخچه
در تاریخ ۱۱ اردیبهشت ۱۳۷۲ علی خامنه‌ای به عنوان فرماندهی کل نیروهای مسلح جمهوری اسلامی ایران، فرمان تأسیس دانشگاه علوم پزشکی در ارتش جمهوری اسلامی ایران را با نام “دانشگاه علوم پزشکی ارتش جمهوری اسلامی ایران“ ابلاغ کرد. از همان سال این دانشگاه با استقرار در بخشی از ساختمان بیمارستان ۵۰۱ ارتش، فعالیت خود را آغاز نمود.
در سال ۱۳۷۳ همزمان با تصویب جدول سازمان دانشگاه علوم پزشکی آجا (ارتش جمهوری اسلامی ایران) و قرار گرفتن دانشکده‌های پزشکی، پرستاری و پیراپزشکی، اولین دوره دانشجویان پزشکی در دانشکده پزشکی پذیرش شدند.
فعالیت‌های آموزشی ارتش جهت تأمین نیروهای متخصص در رشته‌های علوم پزشکی از سال ۱۳۵۰ با تأسیس آموزشگاه عالی پرستاری آغاز شد و در سال ۱۳۶۸ با دریافت مجوز پذیرش دانشجو در مقطع کارشناسی پرستاری به سطح دانشکده ارتقا یافت. فرماندهی معظم کل قوا تأسیس دانشگاه علوم پزشکی در ارتش را با نام “ دانشگاه علوم پزشکی ارتش جمهوری اسلامی ایران “ مورد تصویب قرارداده و مراتب طی از دفتر خامنه ای ابلاغ گردید. درسال۱۳۷۳همزمان با تصویب جدول سازمان دانشگاه علوم پزشکی آجا و قرارگرفتن دانشکده‌های پزشکی، پرستاری و پیراپزشکی؛ اولین دوره دانشجویان پزشکی دردانشکده پزشکی پذیرش شدند. تأسیس دانشکده پزشکی ارتش جمهوری اسلامی ایران در شصت و ششمین اجلاس شورای گسترش دانشگاه‌های علوم پزشکی در سال ۷۲ به تصویب رسیده و مجوز پذیرش دانشجوی پزشکی صادرگردید. در همان سال اولین دانشجویان این دانشکده در رشتهٔ طب فیزیکی و توانبخشی پذیرفته شدند و در سال ۱۳۷۳ با افتتاح دانشکدهٔ پزشکی و پذیرش دانشجو و ضمیمه شدن دانشکدهٔ پرستاری و آموزشکدهٔ پیراپزشکی به‌طور رسمی فعالیت خود را آغاز کرد. در سال‌های بعد به علت کمبود فضاهای آموزشی و اداری، چندین ساختمان احداث و به دانشگاه اضافه گردید که شامل سالن‌های کنفرانس، ساختمان دانشکده پیراپزشکی، ساختمان خوابگاه دانشجویی، ساختمان دانشکده طب هوا و فضا، ساختمان مرکزی و نیز ساختمان دانشکدهٔ دندانپزشکی بود و جهت استقرار هیئت رئیسه، ستاد دانشگاه، معاونت‌ها، کتابخانهٔ مرکزی دانشگاه، سایت رایانه و سالن‌های همایش دانشگاه به کار گرفته شد. این دانشگاه دارای چندین آزمایشگاه مجهز شامل آزمایشگاه‌های انگل‌شناسی و قارچ‌شناسی، پاتولوژی، ایمونولوژی، سالن‌های تشریح و کالبد شکافی، فیزیولوژی، بیوتکنولوژی، طب سنتی، فیزیک پزشکی و… و لابراتوارهای دندانسازی جهت استفادهٔ دانشجویان می‌باشد این دانشگاه هم‌اکنون از سایر نیروها همچون سپاه پاسداران، نیروی انتظامی و وزارت دفاع نیز دانشجو می‌پذیرد.

## دانشکده‌ها
- دانشکده پزشکی
- دانشکده دندانپزشکی
- دانشکده پرستاری
- دانشکده پیراپزشکی
- دانشکده طب هوافضا و زیرسطحی

## بیمارستان‌ها
- بیمارستان امام رضا (۵۰۱ ارتش) آجا
- بیمارستان خانواده نزاجا
- بیمارستان هاجر نزاجا
- بیمارستان ۵۰۵ نزاجا
- بیمارستان گلستان نداجا
- بیمارستان بعثت نهاجا
- بیمارستان فجر

## دیگر مراکز
- کیلینک تخصصی دندانپزشکی ۶۰۰ نزاجا